# یوسو اروشیا
یوسو اروشیا (انگلیسی: Josu Urrutia؛ زادهٔ ۱۰ آوریل ۱۹۶۸) بازیکن فوتبال اهل اسپانیا است.
از باشگاه‌هایی که در آن بازی کرده‌است می‌توان به باشگاه فوتبال اتلتیک بیلبائو و باشگاه فوتبال اتلتیک بیلبائو بی اشاره کرد.
وی همچنین در تیم ملی فوتبال باسک بازی کرده‌است.